# Novecento (gruppo musicale)
I Novecento sono un gruppo musicale italiano di genere new wave, attivo negli anni ottanta e novanta e tornato in vetta alle classifiche nel 2008 con il singolo Cry dopo quasi un decennio di silenzio in cui la formazione si è dedicata alla produzione di artisti internazionali.

## Storia

### Prima fase: i primi anni e l'arrivo del successo (1979-1997)
Il gruppo è formato nel 1979 dai fratelli Pino, Lino e Rossana Nicolosi ai quali si aggiunge la cantante Dora Carofiglio, che successivamente diventerà moglie di Lino. Nel 1981 debuttano col nome “Divieto di sosta” incidendo un EP che passa inosservato.
I primi riconoscimenti arrivano durante i loro primi concerti nei club cittadini dove riescono a ricreare atmosfere internazionali durante l'esecuzione dei loro brani grazie ad arrangiamenti semplici e incisivi, lasciando trasparire le influenze new wave, soft rock, pop rock, jazz, funky di gruppi musicali new wave e cantanti come Al Jarreau, Stevie Wonder, Chaka Khan, Genesis e Pink Floyd.
Contemporaneamente allestiscono un proprio studio di registrazione, autoproducendo alcuni album la cui distribuzione viene poi affidata a importanti etichette italiane dell'epoca (Five Record, Baby Records, etc.) ed internazionali (WEA, Warner Music, ZTT, etc.).
Usando diversi pseudonimi (Amnesie, Answering Service,) ed avvalendosi di varie collaborazioni, tra il 1983 e il 1990 producono numerosi brani che ottengono anche un buon successo commerciale.
Il gruppo cambia definitivamente il proprio nome in “Novecento” e il primo successo arriva nel 1984: il singolo Movin' On spopola le classifiche italiane con quasi 100 000 copie vendute e la vincita del premio "Miglior rivelazione" assegnato dalla trasmissione televisiva Azzurro '84. Alla fine dello stesso anno esce il singolo The Only One e il loro primo album: Novecento.
Nel 1986 il singolo Excessive Love viene adottato come jingle per la pubblicità televisiva di una famosa marca di yogurt: questo evento spalanca ai Novecento le porte della produzione degli spot pubblicitari, con molte richieste di produzione di brani originali. Ma il 1986 è anche l'anno del loro secondo album: Dreamland.
Iniziano le partecipazioni stabili a importanti trasmissioni televisive (come il Festivalbar) e radiofoniche, si susseguono tournée (prevalentemente estive), video di successo e la produzione di altri album.
Nel 1994, collaborano artisticamente con la cantautrice Giuni Russo, alla registrazione del nuovo album di inediti Se fossi più simpatica sarei meno antipatica, in particolare presso lo studio di registrazione Nicolosi, viene registrato il singolo Se fossi più simpatica sarei meno antipatica e Il vento folle, mentre il mixaggio viene affidato a Lino Nicolosi. Dalla collaborazione con la Russo, verranno ricantati e riarrangiati alcuni dei più famosi brani, che verranno successivamente inclusi nella raccolta I miei successi (2000).
La seconda svolta arriva nel 1995: portati alla ribalta anche all'estero dalla Five Record, i Novecento chiudono un contratto con la ZTT, una tra le più prestigiose case discografiche anglosassoni distribuita dalla Warner Music e, successivamente, con la prestigiosa etichetta statunitense Atlantic.
Il 1997 segna la fine della prima fase artistica dei Novecento: esce l'album C'è un mondo che (l'unico con testi in italiano) ed inizia la loro fase di produttori.

### Seconda fase: un nuovo inizio (1998-2002)
Nel 1998 aprono un nuovo studio di registrazione a San Giuliano Milanese, città dove risiedono. Questa seconda fase vede i Novecento avvicinarsi molto alla musica jazz: iniziano a produrre artisti internazionali provenienti dal soul e dal funk interessandosi anche degli arrangiamenti.
Producono per Billy Preston l'album You and I che li vede anche come musicisti e arrangiatori. Segue l'album Collection per Osibisa e The Best per i Delegation. Nel 2001 è la volta di Drum'n Voice del batterista Billy Cobham: l'album riscuote un enorme successo, tanto da venire distribuito a livello internazionale da ben 24 consorelle della Sony.
In quegli anni nasce ufficialmente la Nicolosi Productions, che nel corso degli anni si aggiudica produzioni internazionali quali Live Takes di Toots Thielemans, In Harmony's Way di Jeff Berlin, The Things I See di Gary Husband.
Nel maggio 2003 esce in Italia l'album Dreams of Peace. Lo stesso album uscirà poco dopo negli Stati Uniti a nome di Novecento Feat. Stanley Jordan, raggiungendo i vertici delle classifiche statunitensi e posizionandosi al primo posto di Radio CD 101,9 di New York.
Questo periodo di successi si conclude con il loro album Featuring dove i Novecento ripropongono con arrangiamenti soul e jazz molte canzoni degli album prodotti e arrangiati in quegli anni.

### Terza fase: il ritorno come band (dal 2008)
Nella primavera del 2008 esce il singolo Cry che scala la vetta della classifica italiana dei singoli e diventa in pochi giorni il brano più scaricato da iTunes. Segue a pochi mesi di distanza Stop the time, altro singolo di successo, entrambi anticipatori dell'album Secret.
Continua tuttavia il loro impegno nella produzione di altri artisti: nel 2010 producono Drum'n'voice 3 di Billy Cobham, album che vede la partecipazione di numerosi ospiti internazionali come Chaka Khan, Gino Vannelli, George Duke, Bob Mintzer, Alex Acuña, John Scofield e Brian Auger. Sempre nel 2010 scrivono e producono l'album di Eumir Deodato, con ospiti come Al Jarreau, Paco Sery, John Tropea, London Beat, Airto Moreira. Nel 2011, lanciano il singolo Double Face di Eumir Deodato & AL Jarreau. L'album ed il singolo escono in UK, USA, Germania, Austria, Svizzera, e vengono esportati il tutto il resto del mondo. I Novecento, oltre ad essere produttori dell'album, sono anche ospiti con Al Jarreau, nel brano I Want You More che viene pubblicato insieme al videoclip.
Nel giugno del 2014 i Novecento pubblicano un album di inediti intitolato A New Day che celebra i trent'anni di carriera del gruppo.
Nel 2016 pubblicano il quarto album di Billy Cobham, prodotto da Pino Nicolosi e Lino Nicolosi con super ospiti come Brian Auger, Frank Gambale, Stanley Jordan, Eumir Deodato e Gregg Kofi Brown, nel 2023 producono insieme a Narada Michael Walden, l'album Euphoria di Narada Michael Walden, e nel 2024 il singolo Let the Guitar Play, di Carlos Santana.

## Formazione
- Dora Carofiglio – voce
- Lino Nicolosi – chitarra
- Rossana Nicolosi – basso
- Pino Nicolosi – pianoforte, tastiere

## Discografia

### Album in studio
- 1981 – Divieto di sosta (Ricordi, EPL 5003) (come Divieto di sosta)
- 1984 – Novecento (WEA Italiana, 24 0567-1)
- 1986 – Dreamland (Art Records, ART 20491)
- 1989 – Shine (Five Record, FM 13611)
- 1991 – Leaving Now (Discomagic Records, LP 531)
- 1992 – Necessary (Baby Records, 590 151-2)
- 1997 – C'è un mondo che... (Crisler Music, CDC 1001)
- 2002 – Featuring...
- 2008 – Secret
- 2009 - Surrender (come Novecento feat. Dominic Miller)
- 2014 – A New Day
- 2016 – Winter Sensations

### Raccolte
- 1990 – The Best
- 1993 – Collection
- 2003 – Greatest Hits: The History

### Singoli
- 1984 – Movin' On/Splendid Moment Together (WEA Italiana, 24-9427-7)
- 1984 – The Only One/Take a Chance (WEA Italiana, 24-9198-7)
- 1985 – Why Me/Someday (WEA Italiana, 24-9063-7)
- 1986 – Excessive Love/Single Reason (Art Records, ATR 10665)
- 1986 – Dreamland Paradise/Near Me (Art Records, ART 15266)
- 1987 – Changes/Changes (dub version) (CGD, 15299)
- 1988 – Broadway/Mama Say Ye (Five Record, FM 13198-B)
- 1989 – Darei/Tabù (Five Record, FM 13222)
- 1990 – Come to Me (Extended Version)/Come To Me (Instrumental Version)
- 1990 – I Need Love/I Need Love (remix) (Hundred Records, MOD 901)
- 1991 – Heart on the Line/In the Rain (Discomagic Records, MIX 532)
- 1994 – Leaving Now
- 1995 – Day and Night (Baby Records, MIX 54111)
- 1998 – Sogni che rimangono
- 2007 – Tell Me Something
- 2008 – Cry
- 2008 – Stop the Time